# Ossessione matrimonio
Ossessione matrimonio (Groomzilla) è un film per la televisione del 2018 diretto da Bradford May.

## Trama
Tucker sta per sposarsi con Alyssa e a seguito di un desiderio di lei comincia a diventare ossessionato dalla perfetta pianificazione del matrimonio. Amici e parenti faticano a riconoscerlo.

## Distribuzione
Il film è stato distribuito a partire dal 2018.